# Гильфердинг, Александр Фёдорович
Алекса́ндр Фёдорович Гильфе́рдинг (2 [14] июля 1831, Варшава, Мазовецкое воеводство, Царство Польское, Российская империя — 20 июня [2 июля] 1872, Каргополь, Олонецкая губерния, Российская империя) — российский фольклорист, славяновед, один из крупнейших собирателей и исследователей былин, член-корреспондент Императорской Санкт-Петербургской Академии наук (1856). Действительный статский советник.

## Биография
Родился 2 (14) июля 1831 года в Варшаве, в семье обрусевшего немца Ф. И. Гильфердинга, директора канцелярии при наместнике Царства Польского; внук И. Ф. Гильфердинга. Прапрадед его происходил из венгерских дворян католического вероисповедания и переселился в Россию при Елизавете Петровне. 
В 15-летнем возрасте был «присоединён к православию». Получил хорошее домашнее образование, изучив несколько языков, а также познакомившись со славянскими наречиями. В 1848 году поступил на историко-филологический факультет Московского университета. Курс славистических дисциплин проходил у О. М. Бодянского. Примкнул к кружку славянофилов и особенно сблизился с К. С. Аксаковым. В 1852 году окончил Московский университет со степенью кандидата. По указаниям Хомякова начал заниматься санскритом и поместил в 1853 году в «Известиях II отдела Академии Наук» статью «О сродстве языка славянского с санскритским». Защитил в Московском университете диссертацию на степень магистра по теме «Об отношениях языка славянского к другим родственным» (1853). Поступил на службу в Министерстве иностранных дел, изучал историю и быт южных славян.
В 1854 году в газете «Московские ведомости», а затем в журнале «Русская беседа» напечатал «Письма об истории сербов и болгар», в которых впервые дал научное изложение древнейшей истории сербов и болгар. В 1854 году Гильфердинг совершил поездку по Северной Германии, после чего издал в журнале «Москвитянин» первую часть своей «Истории балтийских славян», где развил славянофильский взгляд на историю зарубежных славян. Гильфердинг утверждал, что все славяне имеют объединяющие их самобытные начала и черты, в то же время отделяющие их от прочих народов Европы. Главную черту общности славян Гильфердинг видел в православии, которое считал «исконной религией» всех славянских народов. При этом считал, что в ходе истории произошло «искажение» исходных славянских начал. Так, под влиянием католичества из славянской семьи «исторгнуты» поляки, которые «изменили своим самобытным началам». 
Консул в Боснии (1856—1859). Издал сочинение: «Поездка по Герцоговине, Боснии и Старой Сербии» (СПб., 1859), в которой описал все осмотренные им местности, центры образования, города и сёла, привёл много сведений о современном положении славян. В этой книге часть глав излагала русскоязычный перевод работы сербской монахини Стаки Скендеровой («Хронику Боснии» 1825—1856), именно благодаря этому изданию эта работа, позже утерянная на языке оригинала, сохранилась в истории.
В Свято-Троицком Плевском монастыре он начал собирать рукописи, что продолжил и во время поездки в конце 1860-х годов в Македонию. В 1858 году издал на французском языке брошюру «Les slaves occidentaux».
Автор работы о Кашубском Поморье, кашубах, словинцах и их языках — «Остатки славян на южном берегу Балтийского моря» (Санкт-Петербург, 1862).
После возвращения из Боснии Гильфердинг служил в Азиатском департаменте Министерства иностранных дел (1859—1861). В 1861 году перешёл на службу в Государственную канцелярию. В 1863 году по указанию Н. А. Милютина писал разные проекты проводимых реформ в Царстве Польском, в том числе проект преобразования ведомства народного просвещения (напечатан в «Славянском обозрении», 1892). Публикуя свои статьи в «Дне» и «Русском инвалиде», знакомил публику с положением дел в Польше. Тогда же появилась его английская анонимная брошюра: «The Polish Question» (на русском опубликована во втором томе собрания сочинений, стр. 291—333).
31 декабря 1865 (12 января 1866) года был удостоен чина действительного статского советника. В этом чине вплоть до конца своей жизни занимал должности помощника статс-секретаря Государственного совета и младшего цензора Санкт-Петербургского почтамта.
Значительным вкладом в развитие славянофильского учения стала работа Гильфердинга «Сельская община» (1866), в которой он подверг критике негативную оценку сельской общины в России, выступив против утверждения о её неэффективности и необходимости ликвидации.
В 1867 году возглавил только что образованное петербургское отделение Славянского благотворительного общества, возглавлял также и этнографическое отделение Императорского Русского географического общества.
После появления в свет сборника «Песен, собранных П. Н. Рыбниковым», Гильфердинг предпринял с 30 июня по 27 августа 1871 года поездку по Олонецкой губернии, за время которой им было собрано 318 былин, прослушано 70 сказителей (в их числе был Василий Щеголенок), что составило рукопись объёмом 2 000 страниц. Ему удалось дополнить собрания фольклора Рыбникова.
В Национальном архиве Республики Карелия имеется письмо Русского географического общества олонецкому губернатору Г. Г. Григорьеву от 26 мая 1871 года о содействии А. Ф. Гильфердингу в его предстоящей поездке по Олонецкой губернии. Письмо подписано вице-председателем общества, известным мореплавателем, географом, адмиралом Фёдором Петровичем Литке.
Летом 1872 года А. Ф. Гильфердинг вторично отправился в поездку по Олонецкой губернии. Целью поездки было посещение Каргопольского уезда для изучения произведений устного народного творчества. Внезапная кончина помешала его планам. Приехав в город Каргополь 15 июня 1872 года Гильфердинг заболел и 20 июня (2 июля), в возрасте 40 лет, скончался от тифа. 23 июня он был отпет в Христорождественском храме и погребён на городском кладбище.
Позднее по просьбе супруги, Варвары Францевны Гильфердинг, гроб с телом Гильфердинга был извлечён из могилы, перевезён в Санкт-Петербург, где 4 июля 1872 года на Новодевичьем кладбище состоялась многолюдная церемония похорон.
Несмотря на то что внезапная смерть помешала А. Ф. Гильфердингу закончить начатое дело, результатом его исследований явились посмертно изданные в 1873 году «Онежские былины». Деятельность Гильфердинга пробудила интерес к собиранию фольклора у многих других исследователей, в том числе в соседних с Олонецкой, Архангельской и Вологодской губерниях.

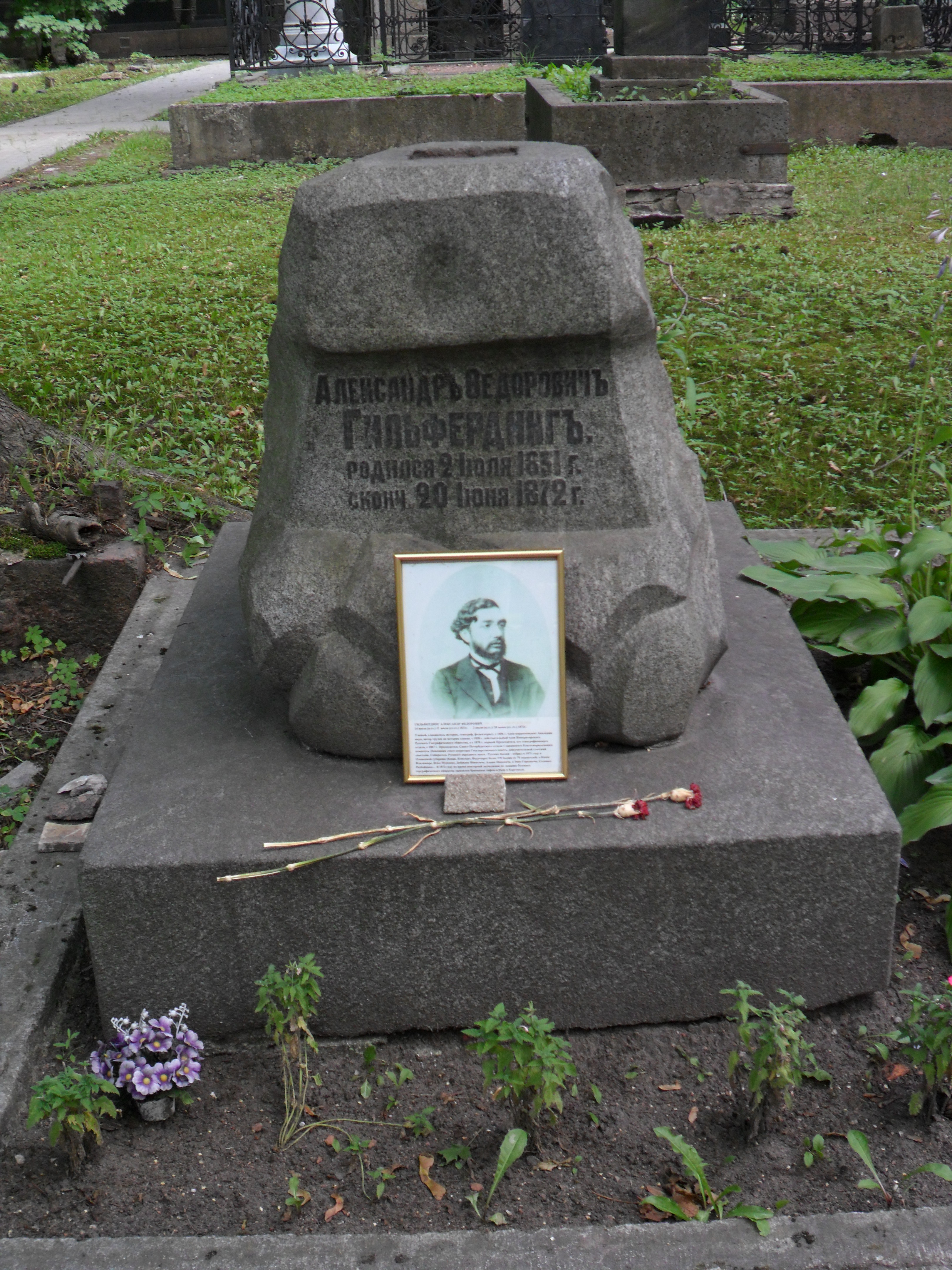
Могила А. Ф. Гильфердинга на кладбище Новодевичьего монастыря в Санкт-Петербурге

## Список произведений
- О сродстве языка славянского с санскритским. — СПб.: Тип. Императорской Академии Наук, 1853. — 288, IV с.
- История балтийских славян. — М.: Тип. В. Готье, 1855. — Т. 1. — IV, 322 с.
  - 2-е изд.: История балтийских славян. Часть первая // Собрание сочинений А. Гильфердинга. — СПб.: Изд. Д. Е. Кожанчикова, 1874. — Т. 4. — С. 1-244.
  - 4-е изд.: История балтийских славян. — М.: Русская панорама, Русско-Балтийский информационный центр «БЛИЦ», 2013. — 704 с. — (Возвращенное наследие: памятники исторической мысли). — 1500 экз. — ISBN 978-5-93165-227-6, ISBN 978-5-86789-427-6.
- Письма об истории сербов и болгар. Выпуск первый. — М.: Университетская типография, 1855. — 242 с.
  - 2-е изд.: История сербов и болгар // Собрание сочинений А. Гильфердинга. — СПб.: Печатня В. Головина, 1868. — Т. 1. — С. 3-296.
- Босния, Герцеговина и старая Сербия. — СПб.: Тип. Императорской Академии Наук, 1859. — IX, 694 с.
  - 2-е изд.: Босния, Герцеговина и старая Сербия // Собрание сочинений А. Гильфердинга. — СПб.: Изд. Д. Е. Кожанчикова, 1873. — Т. 3. — VI, 541 с.
- Неизданное свидетельство современника о Владимире Святом и Болеславе Храбром. — М.: Тип. Александра Семёна, 1856. — 34 с.
- Борьба славян с немцами на Балтийском поморье в средние века. — СПб.: Тип. II-го Отделения Собственной Е. И. В. Канцелярии, 1861. — 124 с.
  - 2-е изд.: История балтийских славян. Часть вторая. Борьба славян с немцами на Балтийском поморье в средние века // Собрание сочинений А. Гильфердинга. — СПб.: Изд. Д. Е. Кожанчикова, 1874. — Т. 4. — С. 245-462.
- Остатки славян на южном берегу Балтийского моря // ИРГО Этнографический сборник : журнал. — СПб.: Тип. В. Безобразова и комп., 1862. — Вып. V. — С. 1-191.
- Судьба прежних славянских государств. — СПб.: Тип. Бахметева, 1862. — 140 с.
- О Кирилле и Мефодии (1862) // Собрание сочинений А. Гильфердинга. — СПб.: Печатня В. Головина, 1868. — Т. 1. — С. 299-340.
- Очерк истории Чехии (1862) // Собрание сочинений А. Гильфердинга. — СПб.: Печатня В. Головина, 1868. — Т. 1. — С. 343-412.
- Статьи по современным вопросам славянским // Собрание сочинений А. Гильфердинга. — СПб.: Печатня В. Головина, 1868. — Т. 2. — 494, VI с.
- История славян: Древнейший период истории славян // Вестник Европы : журнал. — СПб., 1868.
  - Глава первая. Славяне в виду других племён арийских. — Т. IV, № 7 (июль). — С. 223-291.
  - Глава вторая и последняя. Венеты. — Т. V, № 9 (сентябрь). — С. 153-280.
- А. Ф. Гильфердинг. Общеславянская азбука с приложением образцов славянских наречий :  [рус. дореф.] / Сост. А. Гильфердинг. — СПб. : Тип. Императорской Академии Наук, 1871. — CXXVIII с.
- Гус. Его отношение к православной церкви.. — СПб., 1871. — 79 с.
- Онежские былины, записанные Александром Фёдоровичем Гильфердингом летом 1871 года. — СПб.: Тип. Императорской Академии Наук, 1873. — 732 с.
- Россия и славянство. — М.: Институт русской цивилизации, 2009. — 496 с. — ISBN 978-5-902725-41-1.